# Jill Dando
Jill Dando, född 9 november 1961 i Weston-super-Mare, Somerset, död (mördad) 26 april 1999 i Fulham, London, var en brittisk tv-journalist som arbetade för BBC i mer än 15 år. Hon var också programledare för Crimewatch. Den 26 april 1999 blev Dando skjuten till döds utanför sin bostad i Fulham i västra London. Drygt sex månader efter dådet greps Barry George (född 1960) som misstänkt för mordet och den 2 juli 2001 dömdes han till livstids fängelse. I november 2007 fick George igenom en resningsansökan; den 1 augusti 2008 förklarades Barry George oskyldig till mordet och försattes på fri fot.